# 199631 Giuseppesprizzi
199631 Giuseppesprizzi è un asteroide della fascia principale. Scoperto nel 2006, presenta un'orbita caratterizzata da un semiasse maggiore pari a 2,8100256 au e da un'eccentricità di 0,0915807, inclinata di 2,38794° rispetto all'eclittica.
L'asteroide è dedicato a Giuseppe Sprizzi, genero dello scopritore.